# Фјенили (Мантова)
Фјенили је насеље у Италији у округу Мантова, региону Ломбардија.
Према процени из 2011. у насељу је живело 74 становника. Насеље се налази на надморској висини од 40 м.